# Laurielle
Alicia Güemes Fraga   (Barcelona, 16 de diciembre de 1987) más conocida como Laurielle, es una dibujante e ilustradora de cómic española.
Su formación artística proviene en gran medida del curso de cómic de la Escola Joso, al que asistió durante cuatro años.
Ha colaborado con el fanzine Krokis, la revista La Esfera Cultural, y en las antologías Weezine y Cómics 2.0. Es la autora del webcómic El Vosque junto con Sergio Sánchez Moran, y del webcómic Nada del Otro Mundo. También ha guionizado y dibujado el cómic Por Siempre Jamás (premio Héroes Manga 2017), Descanso corto (nominado a los premios Ignotus), Diario de estar por casa y Una aventura entre todos (aventura interactiva).